# Synagoga v Příbrami
Synagoga v Příbrami byla židovská modlitebna ve středočeském městě Příbram ve stejnojmenném okrese. Nacházela se na parcele na nároží pozdějších ulic Hailova a Pivovarská v historickém centru města, nedaleko hlavního náměstí T. G. Masaryka. Od svého vzniku roku 1875 sloužila jako hlavní ceremoniální centrum zdejší židovské komunity, po událostech holokaustu a drastickém zmenšení zdejší židovské obce však přestala být využívána a roku 1969 byla odstřelena.

## Historie

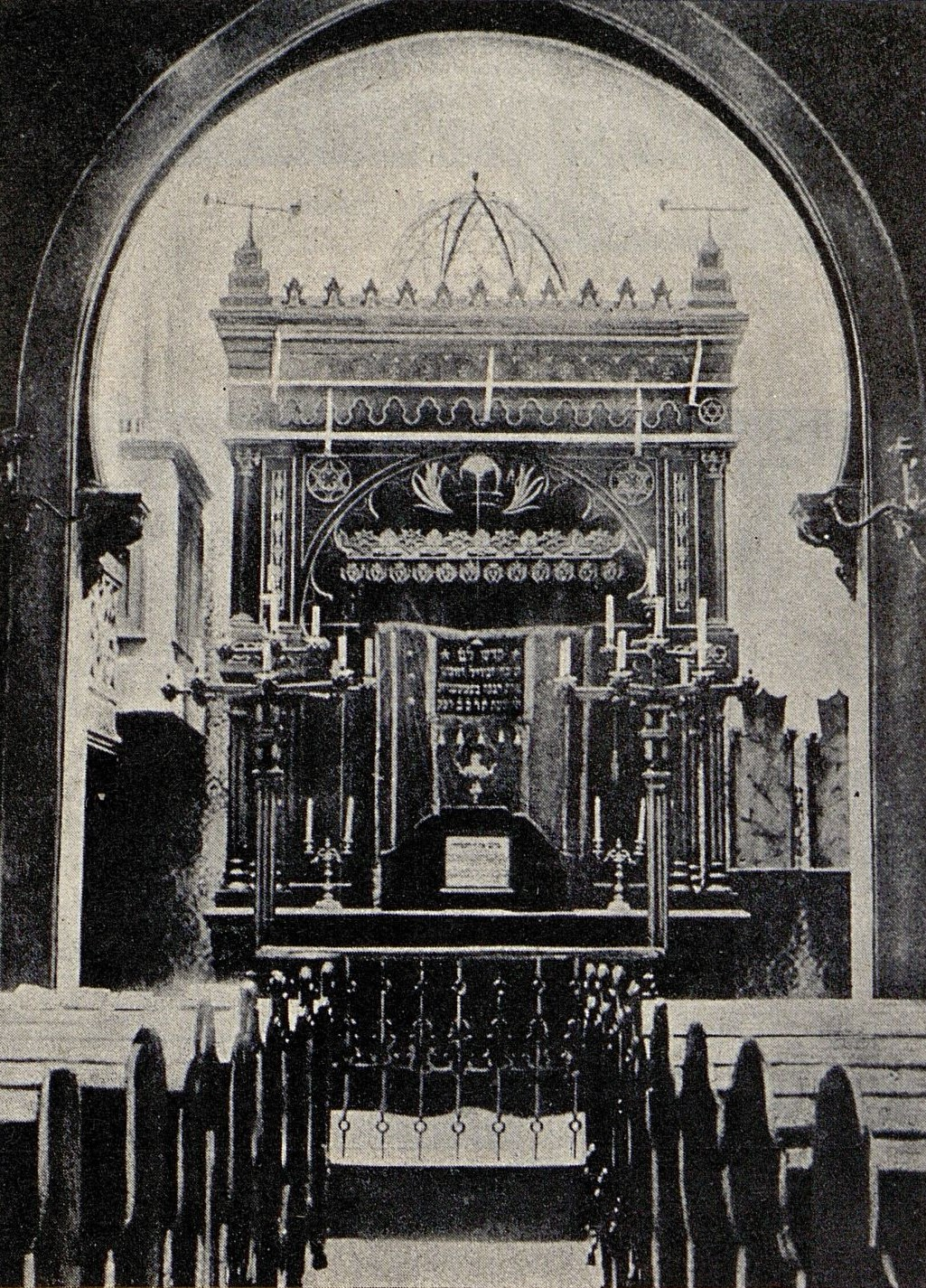
Interiér synagogy

Židé získali v Příbrami právo usadit teprve v polovině 19. století. Po založení židovské školy vyvstala rovněž potřeba výstavby modlitebny. Pro její výstavbu zakoupila židovská obec od V. Hlavy dům č. p. 104, někdejší Čečatkův hostinec U Zlatého anděla, který byl sídlem zdejšího českého kulturního života. Projekt synagogy od J. V. Staňka a stavitele Josefa Smetany byl roku 1873 představen příbramské městské radě, po jeho schválení pak došlo k vybudování stavby, slavnostně otevřené roku 1875.
Následkem tragických událostí druhé světové války a holokaustu pak došlo k razantnímu zmenšení zdejší židovské obce. Synagoga, ačkoliv přečkala německou okupaci a vyvraždění většiny členů městské židovské komunity v koncentračních táborech, po válce již nebyla obnovena. V období komunistického režimu v Československu byla budova v 50. letech 20. století po jistou dobu využívaná jako městské a muzejní skladiště, v dalších letech pak chátrala. V 60. letech 20. století bylo Městským národním výborem v Příbrami rozhodnuto o demolici synagogy, kvůli nové výstavbě povětšinou panelových domů. Ta byla 10. dubna 1969 ráno pyrotechniky odstřelena.

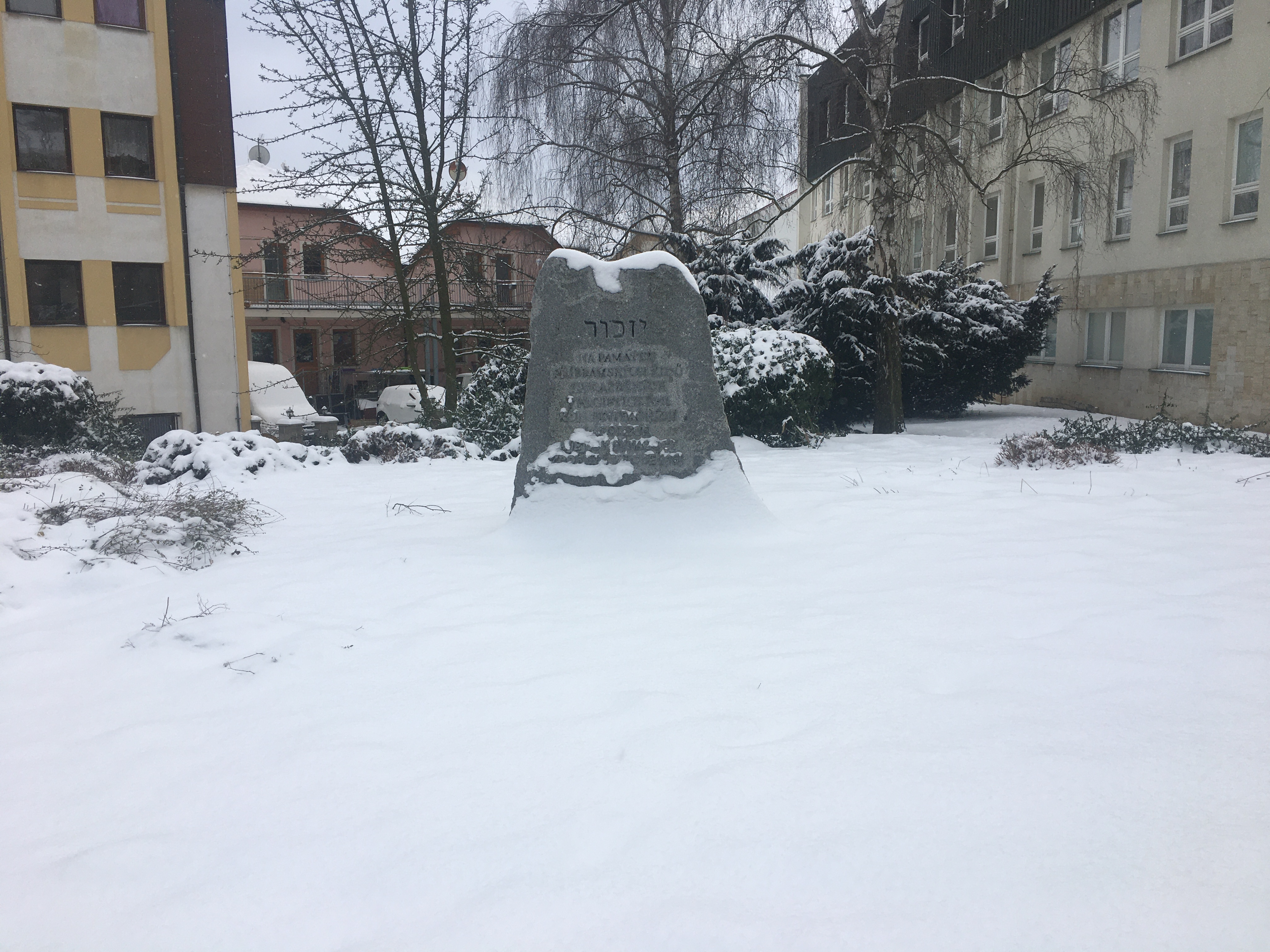
Památník zavražděných příbramských Židů a synagogy na její někdejší parcele (pozdější Park Přátelství)

### Památka
Parcela synagogy byla po roce 2000 přeměněna na malý park a v červnu 2015 ze byl umístěn kamenný pomník připomínající existenci synagogy a také členy příbramské židovské obce, kteří zahynuli v koncentračních táborech.